# 拉格蘭奇縣 (印地安納州)
拉格蘭奇县（英語：LaGrange County）是位於美國印第安納州東北部的一個縣，北鄰密西根州。面積1,002平方公里。根據美國2000年人口普查，共有人口34,909人。縣治拉格蘭奇（LaGrange）。
成立於1832年2月2日，4月1日生效。縣名是支持美國獨立戰爭的拉法葉侯爵在巴黎附近的宅第的名字。